# کامپینوس
کامپینوس (به لهستانی:  Kampinos) یک روستا در لهستان است که در گمینا کامپینوس واقع شده‌است.